# Thomas Christopher Hofland
Thomas Christopher Hofland (1777 – 1843) byl anglický malíř a učitel.

## Biografie
Narodil se ve Worksopu a byl studentem Johna Rathbona. Začal učit v Kew a roku 1805 se přestěhoval do Derby. Zde pracoval do roku 1808. V roce 1810 se Hofland stal druhým manželem úspěšné spisovatelky Barbary Hoflandové. V Královské akademii vystavil 72 obrazů, ale hlavní zdroj příjmu bylo psaní jeho manželky. Byl zakladatelem Společnosti britských umělců. Tady vystavil přes 100 maleb. Říkalo se, že tuto společnost pomohl založit proto, že nemohl být členem Královské akademie.
Tři roky před smrtí Hofland navštívil Itálii. Zemřel na rakovinu v lázeňském městě Royal Leamington Spa.

## Dědictví
Hoflandovy malby a následné rytiny jsou umístěny ve Vládní umělecké sbírce a v muzeích nebo galeriích v Portsmouthu, Derby a Sheffieldu.